# Joachim Pirsch
Joachim Pirsch (26 ottobre 1914 – 25 agosto 1988) è stato un canottiere tedesco.

## Palmarès

### Olimpiadi
- 1 medaglia:
  - 1 argento (Berlino 1936 nel due di coppia)

### Europei
- 1 medaglia:
  - 1 oro (Amsterdam 1937 nel due di coppia)